# Dławik przeciwprzepięciowy
Dławik przeciwprzepięciowy – rodzaj dławika stosowanego w elektroenergetyce do ochrony stacji elektroenergetycznej przed falami udarowymi nadchodzącymi z małej odległości. Nazywane są również Dławikami Szpora od nazwiska ich konstruktora Stanisława Szpora lub też dławikami ochronnymi - ze względu na spełnianą funkcję.
Warto wspomnieć, że cewki indukcyjne do ochrony odgromowej pierwszy raz wykorzystał Oliver Lodge przy końcu XIX wieku.
Dławiki przeciwprzepięciowe zawieszane bramce wejściowej przed stacją w szereg z przewodami linii stanowią zaporę dla prądów udarowych nie wprowadzając dużych spadków napięcia przy prądach roboczych (analogia do działania dławików w filtrach przeciwzakłóceniowych w sieciach niskiego napięcia). Przed dławikami instaluje się iskierniki albo odgromniki wydmuchowe. W przypadku uderzenia pioruna w pobliżu stacji fala przepięciowa po dojściu do dławika powoduje zapłon iskierników lub odgromników wydmuchowych i cały prąd płynie do ziemi przez uziemienie stacji. Dzięki temu przepięcia na stacji ograniczają się do spadków napięcia na oporze stacji i połączeń iskierników.
Dławiki przeciwprzepięciowe powinny być odporne na siły dynamiczne związane z prądami zwarcia w sieci, a wzdłużna ich izolacja powinna być wytrzymała na napięcia udarowe.
Skuteczne działanie dławika przeciwprzepięciowego uzyskuje się przy znacznej jego indukcyjności, wymagającej stosowania dużych i kosztownych cewek. 
Dławiki przeciwprzepięciowe konstrukcji Zakładu Wysokich Napięć Politechniki Gdańskiej miały indukcyjność rzędu 1000 μH. 
Dławiki te znajdowały zastosowanie  w stacjach średnich napięć, do których przyłączało się linie o słupach drewnianych. W stacjach o napięciu 110 kV i wyższym nie znalazły zastosowania, gdyż linie dochodzące do stacji posiadają linki odgromowe chroniące stacje przed nadchodzącymi falami udarowymi. Ponadto dławiki te w postaci dławików bezrdzeniowych według koncepcji i opracowania S. Szpora używa się w kraju również obecnie do zabezpieczania głowic kablowych na przejściach z linii napowietrznej do kablowej przy napięciach znamionowych mniejszych niż 110 kV. 
Wyjątkiem spotkanym w praktyce są dławiki Szpora zamontowane na przejściu z linii napowietrznej w linię kablową w elektrowni szczytowo-pompowej Porąbka-Żar, gdzie napięcie sieci jest na poziomie 220 kV.